# Segart
Segart – gmina w Hiszpanii, w prowincji Walencja, we wspólnocie autonomicznej Walencja, o powierzchni 6,64 km². W 2011 roku liczyła 188 mieszkańców.